# Konek Benedek
Konek Benedek (Pest, 1821. október 15. – Köbölkút, 1884. december 31.) római katolikus plébános.

## Élete
Konek Ferenc fia. A gimnázium hat osztályát Pesten a kegyesrendieknél végezte; a bölcseletet ugyanott az egyetemen hallgatta; azután a papi pályát választotta és mint növendékpap a fizikai osztály ismétlésére Nagyszombatban küldetett, ahol a hittani kurzust is hallgatta. Nyolc hónapot Esztergomban a presbitériumban töltött. 1846. április 24-én miséspappá szenteltetett föl és Nyergesújfalura (Esztergom megye) segédlelkésznek, onnét 1850-ben Pozsonyba főegyházi szónoknak, később segédlelkésznek, küldetett. 1860. május 26-án Pálffy Antal herceg kegyúr kinevezte Köbölkútra plébánossá, ahol később esperes, kerületi jegyző lett.
A Nogall és Krotky által szerkesztett Kath. Christben sok alkalmi cikket közölt különösen a katolikus legényegyletekről; a Majer István által szerkesztett Kath. Néplapban (1850. A Péliföld szent kereszt bucsujáró helyének leírása sat.); több egyházi beszédet is írt, többnyire a német szaklapokban.

## Munkái
- Testvéri szózat, melyet Schwentner Mártonné, született Konek Amália asszonyság, tek. ns. Kamánházy János csász. kir. magyar pénzügyi országos igazgatósági titoknok urral 1853-ik évi aug. 1. Pesten, a belvárosi templomban történt házassági egybekelésök alkalmával hozzájok intézett. Pozsony, 1853.
- Der katholische Priester ein Engel Gottes, spendend Licht. Trost und Gnade. Worte brüderlicher Liebe als Freundschaftsblüthen in den Kranz der Erinnerung gewunden Sr. Hochwüren dem Herrn Ferdinand Knauz, Priester der Graner Erzdioecese und Studienpraefect im erzbisch. Knaben-Convict zu Tirnau, als er ... den 17. Dez. 1854. im Dome zu Pressburg den festlichen Ehrentag seiner Primiz feierte. Uo. 1854.